# 萬客隆 (台灣)
萬客隆（荷蘭語：Makro），於1989年進入台灣的荷蘭品牌量販店，以自助式批發倉儲（Cash & Carry）的模式運作，為台灣最早成立的量販店，在經營14年之後，於2003年3月停止營業。

## 歷史
1988年，作為荷蘭十大公司之一的SHV控股聯手泰國卜蜂集團（持股9.87%）與台灣豐群集團（持股35%）在台灣合作設立「萬客隆股份有限公司」，由SHV控股集團持股55%。
1989年，在桃園縣八德鄉大湳設立全台第一家量販店，此後發展迅速，一度擁有12家分店。
2003年春節後，萬客隆突然宣布6家分店（台北、桃園八德、台中、台南仁德、嘉義及高雄）全部停止營業，並在一周內盤點完畢，進行清倉拍賣後結束營業。
2007年3月15日，中華開發工業銀行公布至2006年6月底止呆帳金額在新台幣1億元以上之23名客戶，萬客隆呆帳超過新台幣1億3000萬元。

## 分店
- 內湖店：台北市內湖區安康路106巷37號，今新幹線車業有限公司
- 五股店：新北市五股區五權路48號，今研騰有限公司
- 中和店：新北市中和區中山路三段118-20號，今環球購物中心中和店
- 八德店：桃園市八德區介壽路二段148號，今大全聯八德店
- 台中店：台中市大肚區南榮路70巷8號，今玉美研究股份有限公司加工廠
- 嘉義店：嘉義縣太保市北港路二段105巷37號
- 台南店：台南市仁德區大同路三段858號，今活佛歐式素食餐廳及大象寬廷宴會廳
- 民族店：高雄市三民區民族一路235號，今光陽機車高雄廠
- 大寮店：高雄市大寮區工商路112號